# La Panda (montaña)
La Panda o Coiorco es un cerro situado en el municipio de Anievas, en Cantabria (España). En la parte más destacada hay un vértice geodésico, que marca una altitud de 542,50 m s. n. m. en la base del pilar. El punto de partida para ascender a La Panda es la localidad de La Serna, en Arenas de Iguña. Se cruza el río Besaya hasta una fábrica de productos lácteos. A los cuatrocientos metros, se gira a la derecha; a unos seiscientos metros hay una cancela. Tras pasar este punto, se sigue caminando durante prácticamente tres kilómetros antes de dejar el camino. Seguir durante 15 minutos, a pie, hasta el vértice.